# Distretto di Lan Saka
Il distretto di Lan Saka (in thailandese: ลานสกา) è un distretto (amphoe) della Thailandia, situato nella provincia di Nakhon Si Thammarat.